# Macouba
Macouba is een gemeente in Martinique en telde 1.050 inwoners in 2019. De oppervlakte bedraagt 16,93 km². Het bevindt zich ongeveer 31 km ten noorden van de hoofdstad Fort-de-France.

## Geschiedenis
In 1694 werd de parochie Macouba opgericht en is vernoemd naar een zoetwatervis. De kerk is vele malen gerestaureerd, maar heeft nog steeds zijn oude houten constructie. Er werd oorspronkelijk tabak verbouwd, maar later werd overgeschakeld naar suikerriet. Na de afschaffing van de slavernij werden contractarbeiders uit India gehaald. De economie is voornamelijk gebaseerd op bananenteelt. Macouba ligt aan de zee, maar het water heeft een sterke stroming en wordt beschouwd als gevaarlijk.

## Nord-Plage
Nord-Plage is een spookdorp aan de Atlantische kust bij Macouba. Het ligt aan mooi strand, maar de hoge klippen rond het dorp zijn instabiel, en tijdens orkanen kunnen aardverschuivingen plaatsvinden. Het dorp is geëvacueerd en er mag niet in het dorp worden gewoond, maar toch zijn er een paar bewoners overgebleven. Het spookdorp was het onderwerp van een Franse film in 2004 genaamd Nord-Plage.

## Galerij

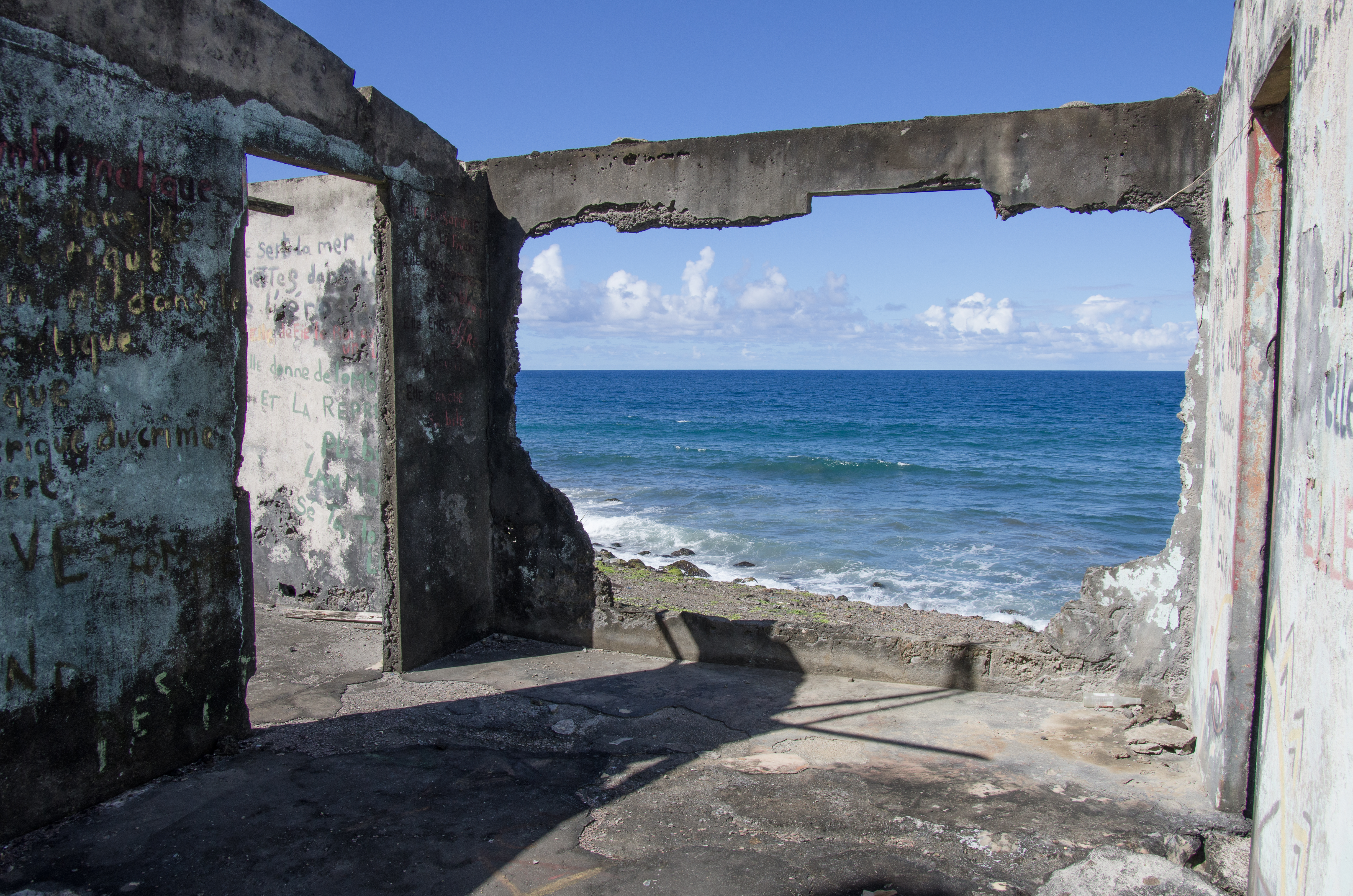
Spookdorp Nord-Plage aan de kust
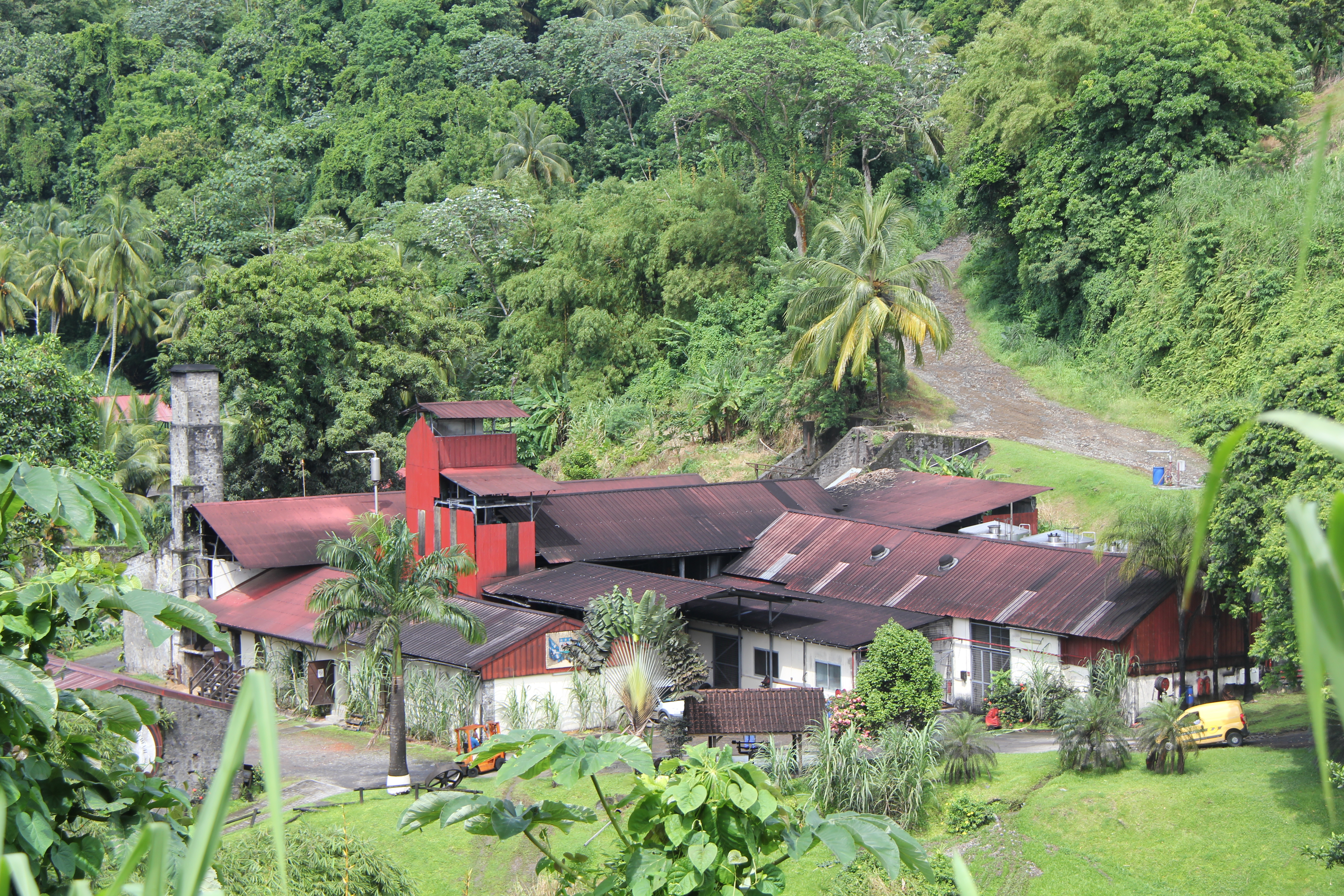
Rumdestilleerderij Fonds-Préville

L'Ajoupa-Bouillon · Les Anses-d'Arlet · 
Basse-Pointe · Bellefontaine · 
Le Carbet · Case-Pilote · 
Le Diamant · Ducos · 
Fonds-Saint-Denis · Fort-de-France · Le François · 
Grand'Rivière · Le Gros-Morne · 
Le Lamentin · Le Lorrain · 
Macouba · Le Marigot · Le Marin · Le Morne-Rouge · Le Morne-Vert · 
Le Prêcheur · 
Rivière-Pilote · Rivière-Salée · Le Robert · 
Saint-Esprit · Saint-Joseph · Saint-Pierre · Sainte-Anne · Sainte-Luce · Sainte-Marie · Schœlcher · 
La Trinité · Les Trois-Îlets · 
Le Vauclin